# Charalambos Papaioanu
Charalambos „Charis” Papaioanu (grec. Χαράλαμπος „Χάρης” Παπαϊωάννου, ur. 4 stycznia 1971) – grecki judoka. Dwukrotny olimpijczyk. Zajął siódme miejsce w Atlancie 1996 i odpadł w eliminacjach w Atenach 2004. Walczył w wadze ciężkiej.
Uczestnik mistrzostw świata w 1993, 1995, 1997, 1999 i 2003. Startował w Pucharze Świata w latach 1992, 1993, 1995-1999 i 2003. Piąty na mistrzostwach Europy w 2003. Brązowy medalista igrzysk śródziemnomorskich w 1993. Wygrał akademickie MŚ w 1994 roku.

## Letnie Igrzyska Olimpijskie 1996
| Konkurencja | Eliminacje           | Eliminacje          | Repasaże                   | Repasaże              | Repasaże                    | Klas. końcowa |
| Konkurencja | Przeciwnik I         | Przeciwnik II       | Przeciwnik I               | Przeciwnik II         | Przeciwnik III              | Miejsce       |
| ----------- | -------------------- | ------------------- | -------------------------- | --------------------- | --------------------------- | ------------- |
| +95 kg      | Miklós Szabó (AUS) Z | Naoya Ogawa (JPN) P | Arnulfo Betancourt (NCA) Z | Rafał Kubacki (POL) Z | Harry Van Barneveld (BEL) P | 7.            |

## Letnie Igrzyska Olimpijskie 2004
| Konkurencja | Eliminacje                   | Eliminacje           | Repasaże               | Klas. końcowa |
| Konkurencja | Przeciwnik I                 | Przeciwnik II        | Przeciwnik I           | Miejsce       |
| ----------- | ---------------------------- | -------------------- | ---------------------- | ------------- |
| +100 kg     | Leonel Wilfredo Ruíz (VEN) Z | Keiji Suzuki (JPN) P | Andreas Tölzer (GER) P | II runda.     |